# Domaine de Villeneuve (Aube)
Le domaine de Villeneuve est une ancienne maison de Maître situé à Bar-sur-Seine, dans le département français de l'Aube, en France.

## Description
Les bâtiments sont constitués d'une maison de maître, d'un pigeonnier (inscrit), d'une serre et d'une grange.

## Localisation
A Bar-sur-Seine, au bord de la Seine non loin de sa confluence avec l'Ource.

## Historique
Il a été bâti en 1874 par les propriétaires de la papeterie de Villeneuve, la famille Boulard, qui exploitait la papeterie depuis deux cents ans. 
L'édifice est inscrit au titre des monuments historiques en 1994.